# Famille de Chasseloup-Laubat
Pour les articles homonymes, voir Chasseloup.
La famille de Chasseloup-Laubat, anciennement Chasseloup, est une famille française titrée au XIXe siècle originaire de Saintonge. 
Durant ce siècle la branche de Laubat compte quatre hommes politiques qui occuperont de hauts emplois.
Le nom de cette famille, éteinte de nos jours, a été relevé par la Maison Murat en 1964. 

## Histoire
Cette famille Chasseloup appartenait avant la Révolution française à la haute bourgeoisie de la Saintonge. Elle se divisa en deux branches, celle de Laubat qui sera titrée au XIXe siècle, et celle de Chauvassaignes.
Au XIXe siècle, la branche de Laubat se distingue par ses hauts emplois.
François-Louis de Chasseloup-Laubat sera créé comte de l'Empire en 1808 puis titré marquis pair de France héréditaire, sans majorat, sous la Seconde Restauration par le roi Louis XVIII en 1817.
La Maison Murat a relevé par adjonction le nom de la famille de Chasseloup-Laubat avec l'adoption du prince François Murat par son oncle maternel en 1964. 

## Liens de filiation entre les personnalités notoires
- François de Chasseloup-Laubat (1754-1833), général de division, sénateur, conseiller d'État, pair de France.
  - Justin de Chasseloup-Laubat (1800-1847), officier, député, ministre plénipotentiaire.
  - Prudent de Chasseloup-Laubat (1802-1863), général de division, député.
  - Prosper de Chasseloup-Laubat (1805-1873), sénateur, député, ministre sous le Second Empire.
    - Louis de Chasseloup-Laubat (1863-1954), président du Comité national des sports et de la Fédération française d'escrime (1911-1920). Le 21 juillet 1900 à Paris 8e, il épouse Marie Louise Fanny Clémentine Thérèse Stern.
      - François de Chasseloup-Laubat (explorateur) (1904-1968), athlète, explorateur, zoologiste, archéologue, éleveur de chevaux et historien local.

    - Gaston de Chasseloup-Laubat (1866-1903), pilote automobile.

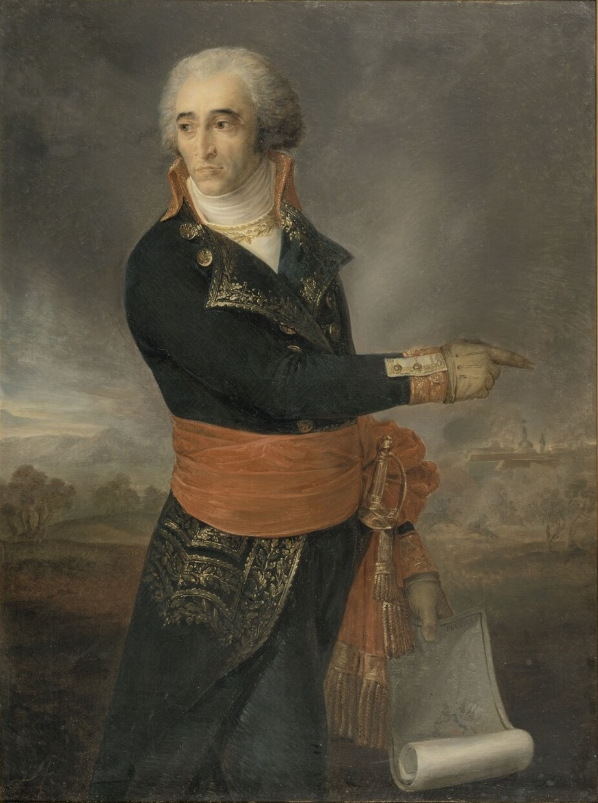
François de Chasseloup-Laubat (1754-1833)
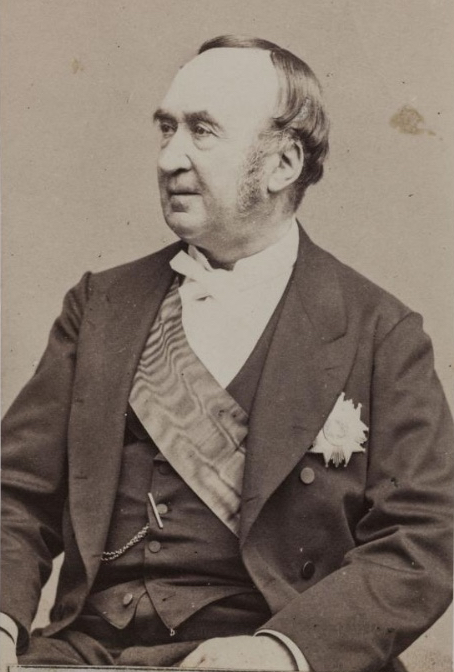
Prosper de Chasseloup-Laubat (1805-1873)
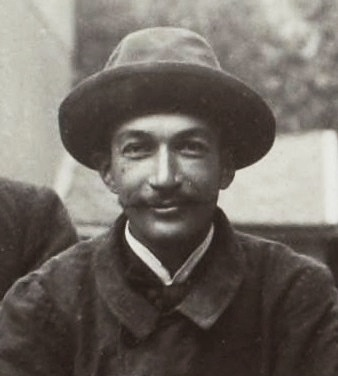
Gaston de Chasseloup-Laubat (1867-1903)

## Armes, titres
- Comte de l'Empire en 1808 puis titré marquis pair de France héréditaire, sans majorat, sous la Seconde Restauration par le roi Louis XVIII en 1817